# Papiro 90
Il Papiro 90 ({\displaystyle {\mathfrak {P}}}90 nella numerazione Gregory-Aland) è un piccolo frammento di un manoscritto papiraceo in lingua greca datato paleograficamente al tardo II secolo e contenente un brano del Vangelo secondo Giovanni (18,36-19,7).
Il testo tramandato è rappresentativo del tipo testuale alessandrino; per la sua datazione questo papiro è stato inserito da Kurt Aland nella Categoria I.
Comfort afferma che {\displaystyle {\mathfrak {P}}}90 ha una affinità testuale con {\displaystyle {\mathfrak {P}}}66 e che presenta qualche affinità anche con il Codex Sinaiticus.